# ABC (bok)
För andra betydelser, se ABC.
ABC är en bilderbok från 1961 med text av Lennart Hellsing och illustrationer av Poul Ströyer. Det är en samling texter på olika teman från A till Ö. Texterna ska uppfattas som roliga av barn då de genomgående har obegriplig logik: .. böcker kan man inte äta ty de är så vinkelräta.
Genom sina egna barn upptäckte Lennart Hellsing att de hade olika lätt att lära sig läsa och skriva. Han ville göra en ABC-bok som öppnade så många vägar som möjligt för läsningen genom text och bild och kluriga ordlekar. Hellsings verser är lekfulla och rytmiska , han experimenterar och leker med språket och blandar skämt och allvar. I ABC-spelen visar sig Hellsing och Ströyer från sin allra spralligaste sida.

## Ur innehållet
- Agare Bagare Kopparslagare